# Festival de la Cançó d'Eurovisió Júnior 2019
El XVII Festival de la Cançó d'Eurovisió Júnior va ser la dissetena edició del festival júnior. Quatre països van mostrar en algun moment interès a albergar el festival: Armènia, el Kazakhstan, Rússia i Polònia. Finalment, va ser aquest últim país el triat per haver estat el guanyador de l'edició anterior, de manera que se celebrà a Gliwice, Polònia, el diumenge 24 de novembre de 2019 al Gliwice Arena. Aquest any, va estar organitzat per la Televisió Polonesa, després de la victòria de Roksana Węgiel.
El lema d'aquest any és "Share the Joy", que en català significa "Comparteix l'alegria".

## Països participants
Finalment, la UER va confirmar que serien 19 els països que competirien en la 17a edició del festival:
Dels 16 països fundadors, en aquesta edició en participaren sis: Belarús, Espanya, Macedònia del Nord, Malta, els Països Baixos i Polònia.
També, van existir negociacions amb diferents països per al seu retorn a la versió júnior, però la majoria dels antics participants van declinar el retorn a causa de problemes econòmics, com és el cas de Croàcia, Letònia, Suïssa, Xipre o Montenegro. Altres, ho van fer sense donar cap motiu, com ara Moldàvia, Grècia i Suècia, mentre que països com Bèlgica, Eslovènia o Dinamarca i el Regne Unit, afirmaren que el concurs no s'ajustava a la seva programació.
Per la seva banda, encara que Noruega no hi seria present un any més, van afirmar el seguiment de la dissetena edició del festival júnior, però van deixar en l'aire una possible participació en el futur. Així mateix, Estònia, Alemanya, Eslovàquia, República Txeca, Andorra, Bòsnia i Hercegovina, Finlàndia i Islàndia van confirmar, un any més, que no debutarien al festival junior.
Quant a Israel, país que hi va tornar en l'anterior edició, es va retirar i no hi participaria en el present festival. Encara que la cadena responsable no va facilitar una raó, l'organització del festival sènior i la seva consegüent inversió econòmica seria la principal motivació per no viatjar fins a Polònia. Igualment, l'Azerbaidjan, país que també hi va tornar en l'edició prèvia, tampoc hi seria en aquesta edició del festival. Aquests dos països són els únics països que van participar al festival de 2018 i no al de 2019.
Finalment, el 25 de juny de 2019, la televisió pública espanyola, RTVE, va confirmar el retorn d'Espanya (país fundador i guanyador del festival del 2004), tretze anys després de la seva última aparició (2006).

### Cançons i selecció
| País i TV                | Títol original de la cançó        | Artista                                | Procés i data de selecció                                                                   |
| País i TV                | Traducció al català               | Idiomes                                | Procés i data de selecció                                                                   |
| ------------------------ | --------------------------------- | -------------------------------------- | ------------------------------------------------------------------------------------------- |
| Albània · RTSH           | «Mikja ime fëmijëri»              | Isea Çili                              | Junior Fest 2019, 29-09-2019                                                                |
| Albània · RTSH           | «El meu amic de la infància»      | Albanès                                | Junior Fest 2019, 29-09-2019                                                                |
| Armènia · AMPTV          | «Colours of Your Dream»           | Karina Ignatyan                        | Depi Mankakan Evratesil 2019, 15-09-2019                                                    |
| Armènia · AMPTV          | «Colors del teu somni»            | Armeni i anglès                        | Depi Mankakan Evratesil 2019, 15-09-2019                                                    |
| Austràlia · ABC          | «We Will Rise»                    | Jordan Anthony                         | Presentació de la cançó, 06-10-2019 (cantant triat internament, 02-09-2019)                 |
| Austràlia · ABC          | «Ens aixecarem»                   | Anglès                                 | Presentació de la cançó, 06-10-2019 (cantant triat internament, 02-09-2019)                 |
| Belarús · BTRC           | «Pepelny (Ashen)»                 | Liza Misnikova                         | Final Nacional, 27-09-2019                                                                  |
| Belarús · BTRC           | «Cendra»                          | Rus i anglès                           | Final Nacional, 27-09-2019                                                                  |
| Espanya · RTVE           | «Marte»                           | Melani García                          | Presentació de la cançó, 04-10-2019 (cantant triada internament, 24-07-2019)                |
| Espanya · RTVE           | «Mart»                            | Castellà                               | Presentació de la cançó, 04-10-2019 (cantant triada internament, 24-07-2019)                |
| França · France 2        | «Bim Bam Toi»                     | Carla                                  | Elecció interna                                                                             |
| França · France 2        | «Bim Bam Tu»                      | Francès                                | Elecció interna                                                                             |
| Gal·les · S4C            | «Calon yn Curo (Heart Beating)»   | Erin Mai                               | Chwilio Am Seren 2019, 24-09-2019                                                           |
| Gal·les · S4C            | «Batecs del cor»                  | Gal·lès                                | Chwilio Am Seren 2019, 24-09-2019                                                           |
| Geòrgia · GPB            | «We Need Love»                    | Giorgi Rostiashvili                    | Ranina 26-05-2019 (cançó triada internament, 25-09-2019)                                    |
| Geòrgia · GPB            | «Necessitem amor»                 | Georgià                                | Ranina 26-05-2019 (cançó triada internament, 25-09-2019)                                    |
| Irlanda · TG4            | «Banshee»                         | Anna Kearney                           | Junior Eurovision Éire 2019, 29-09-2019                                                     |
| Irlanda · TG4            | -                                 | Irlandès                               | Junior Eurovision Éire 2019, 29-09-2019                                                     |
| Itàlia · RAI             | «La Voce Della Terra»             | Marta Viola                            | Elecció interna                                                                             |
| Itàlia · RAI             | «La veu de la Terra»              | Italià i anglès                        | Elecció interna                                                                             |
| Kazakhstan · Khabar      | «Armanyńnyan Qalma»               | Yerzhan Maksim                         | Presentació de la cançó, 10-10-2019 (cantant triat internament, 29-07-2019)                 |
| Kazakhstan · Khabar      | «No desaprofitis els teus somnis» | Kazakh i anglès                        | Presentació de la cançó, 10-10-2019 (cantant triat internament, 29-07-2019)                 |
| Macedònia del Nord · MRT | «Fire»                            | Mila Moskov                            | Presentació de la cançó, 15-10-2019 (cantant triada internament, 09-07-2019)                |
| Macedònia del Nord · MRT | «Foc»                             | Macedònic i anglès                     | Presentació de la cançó, 15-10-2019 (cantant triada internament, 09-07-2019)                |
| Malta · PBS              | «We Are More»                     | Eliana Gomez Blanco                    | Malta Junior Eurovision Song Contest 2019, 20-08-2019 (Presentació de la cançó, 12-10-2019) |
| Malta · PBS              | «En som més»                      | Maltès i anglès                        | Malta Junior Eurovision Song Contest 2019, 20-08-2019 (Presentació de la cançó, 12-10-2019) |
| Països Baixos · AVROTROS | «Dans Met Jou»                    | Matheu                                 | Junior Songfestival 2019 28-09-2019                                                         |
| Països Baixos · AVROTROS | «Ballar amb tu»                   | Neerlandès i anglès                    | Junior Songfestival 2019 28-09-2019                                                         |
| Polònia · TVP            | «Superhero»                       | Viki Gabor                             | Szansa Na Sukces 2019, 29-09-2019                                                           |
| Polònia · TVP            | «Superheroi»                      | Polonès i anglès                       | Szansa Na Sukces 2019, 29-09-2019                                                           |
| Portugal · RTP           | «Vem Comigo (Come With Me)»       | Joana Almeida                          | Elecció interna                                                                             |
| Portugal · RTP           | «Vine amb mi»                     | Portuguès                              | Elecció interna                                                                             |
| Rússia · VGTRK           | «Vremya Dlya Nas (A Time For Us)» | Tatyana Mezhentseva i Denberel Oorzhak | Final Nacional, 24-09-2019                                                                  |
| Rússia · VGTRK           | «Un temps per a nosaltres»        | Rus i anglès                           | Final Nacional, 24-09-2019                                                                  |
| Sèrbia · RTS             | «Podigni Glas (Raise Your Voice)» | Darija Vračević                        | Elecció interna                                                                             |
| Sèrbia · RTS             | «Alça la teva veu»                | Serbi                                  | Elecció interna                                                                             |
| Ucraïna · UA:PBC         | «The Spirit of Music»             | Sophia Ivanko                          | Final nacional, 19-08-2019                                                                  |
| Ucraïna · UA:PBC         | «L'esperit de la música»          | Ucraïnès i anglès                      | Final nacional, 19-08-2019                                                                  |

### Països retirats
- Azerbaidjan: L'1 de juliol de 2019, va decidir retirar-se sense donar cap motiu.[59]
- Israel: El 13 de juny de 2019, va decidir retirar-se per raons econòmiques.[60]

## Festival

### Ordre d'actuació
| Núm. | País               | Artista(es)                            | Cançó                             | Lloc | Punts |
| ---- | ------------------ | -------------------------------------- | --------------------------------- | ---- | ----- |
| 01   | Austràlia          | Jordan Anthony                         | «We Will Rise»                    | 8    | 121   |
| 02   | França             | Carla                                  | «Bim Bam Toi»                     | 5    | 169   |
| 03   | Rússia             | Tatyana Mezhentseva & Denberel Oorzhak | «Vremya Dlya Nas (A Time For Us)» | 13   | 72    |
| 04   | Macedònia del Nord | Mila Moskov                            | «Fire»                            | 6    | 150   |
| 05   | Espanya            | Melani García                          | «Marte»                           | 3    | 212   |
| 06   | Geòrgia            | Giorgi Rostiashvili                    | «We Need Love»                    | 14   | 69    |
| 07   | Belarús            | Liza Misnikova                         | «Pepelny (Ashen)»                 | 11   | 92    |
| 08   | Malta              | Eliana Gomez Blanco                    | «We Are More»                     | 19   | 29    |
| 09   | Gal·les            | Erin Mai                               | «Calon yn Curo (Heart Beating)»   | 18   | 35    |
| 10   | Kazakhstan         | Yerzhan Maxim                          | «Armanyńnyan Qalma»               | 2    | 227   |
| 11   | Polònia            | Viki Gabor                             | «Superhero»                       | 1    | 278   |
| 12   | Irlanda            | Anna Kearney                           | «Banshee»                         | 12   | 73    |
| 13   | Ucraïna            | Sophia Ivanko                          | «The Spirit of Music»             | 15   | 59    |
| 14   | Països Baixos      | Matheu                                 | «Dans Met Jou»                    | 4    | 186   |
| 15   | Armènia            | Karina Ignatyan                        | «Colours of your Dream»           | 9    | 115   |
| 16   | Portugal           | Joana Almeida                          | «Vem Comigo (Come With Me)»       | 16   | 43    |
| 17   | Itàlia             | Marta Viola                            | «La Voce Della Terra»             | 7    | 129   |
| 18   | Albània            | Isea Çili                              | «Mikja ime fëmijëri»              | 17   | 36    |
| 19   | Sèrbia             | Darija Vračević                        | «Podigni Glas (Raise Your Voice)» | 10   | 109   |

### Portaveus
| - Albània - Efi Gjika - Armènia - Erik Antonyan - Austràlia - Szymon - Belarús - Emilia - Espanya - Violeta Leal - França - Karolina - Gal·les - Cadi - Geòrgia - Anastasia Garsevanishvili - Irlanda - Leo Kearney - Itàlia - Maria Iside Fiore | - Kazakhstan - Aruzhan Hafiz - Macedònia del Nord - Magdalena - República de Malta - Paula - Països Baixos - Anne Buhre - Polònia - Marianna Józefina Piątkowska - Portugal - Zofia - Rússia - Alisa Khilko i Khryusha - Sèrbia - Bojana Radovanović - Ucraïna - Darina Krasnovetska |

### Taula de puntuacions

#### Màximes puntuacions
| Núm. | A                  | De                                                                 |
| ---- | ------------------ | ------------------------------------------------------------------ |
| 7    | Kazakhstan         | Belarús, Geòrgia, Països Baixos, Polònia, Sèrbia, Ucraïna, Gal·les |
| 4    | Països Baixos      | Armènia, Austràlia, França, Portugal                               |
| 2    | Polònia            | Espanya, Kazakhstan                                                |
| 2    | Espanya            | Albània, Itàlia                                                    |
| 1    | Austràlia          | Rússia                                                             |
| 1    | Sèrbia             | Macedònia del Nord                                                 |
| 1    | Macedònia del Nord | Malta                                                              |
| 1    | Itàlia             | Irlanda                                                            |

### Desplegament de votacions
| Lloc | Jurat              | Punts | Votació en línia   | Punts |
| ---- | ------------------ | ----- | ------------------ | ----- |
| 1    | Kazakhstan         | 148   | Polònia            | 166   |
| 2    | Polònia            | 112   | Espanya            | 104   |
| 3    | Espanya            | 108   | França             | 84    |
| 4    | Països Baixos      | 105   | Països Baixos      | 81    |
| 5    | Macedònia del Nord | 100   | Kazakhstan         | 79    |
| 6    | França             | 85    | Itàlia             | 64    |
| 7    | Austràlia          | 82    | Sèrbia             | 63    |
| 8    | Armènia            | 70    | Rússia             | 57    |
| 9    | Itàlia             | 65    | Macedònia del Nord | 50    |
| 10   | Sèrbia             | 46    | Belarús            | 48    |
| 11   | Belarús            | 44    | Armènia            | 45    |
| 12   | Irlanda            | 39    | Portugal           | 43    |
| 13   | Geòrgia            | 37    | Austràlia          | 39    |
| 14   | Ucraïna            | 28    | Irlanda            | 34    |
| 15   | Rússia             | 15    | Geòrgia            | 32    |
| 16   | Gal·les            | 9     | Ucraïna            | 31    |
| 17   | Albània            | 7     | Albània            | 29    |
| 18   | Malta              | 2     | Malta              | 27    |
| 19   | Portugal           | 0     | Gal·les            | 26    |

### Votació en línia
| Resultats de la votació en línia | Resultats de la votació en línia | Resultats de la votació en línia |
| Concursant                       | Vots                             | Punts                            |
| -------------------------------- | -------------------------------- | -------------------------------- |
| Polònia                          | ~568,000                         | 166                              |
| Espanya                          | ~356,000                         | 104                              |
| França                           | ~287,000                         | 84                               |
| Països Baixos                    | ~277,000                         | 81                               |
| Kazakhstan                       | ~270,000                         | 79                               |
| Itàlia                           | ~219,000                         | 64                               |
| Sèrbia                           | ~216,000                         | 63                               |
| Rússia                           | ~195,000                         | 57                               |
| Macedònia del Nord               | ~171,000                         | 50                               |
| Belarús                          | ~164,000                         | 48                               |
| Armènia                          | ~154,000                         | 45                               |
| Portugal                         | ~147,000                         | 43                               |
| Austràlia                        | ~133,000                         | 39                               |
| Irlanda                          | ~116,000                         | 34                               |
| Geòrgia                          | ~109,000                         | 32                               |
| Ucraïna                          | ~106,000                         | 31                               |
| Albània                          | ~99,000                          | 29                               |
| Malta                            | ~92,000                          | 27                               |
| Gal·les                          | ~89,000                          | 26                               |
| Total                            | ~3,770,000                       | 1,102                            |

## Curiositats
- L'any 2013, RTVE ja pensava en tornar-hi però no va ser així. També es va dir que Espanya hi tornaria si el festival obtenia gran participació (com va a ser en l'última edició). A més, recentment ha canviat el gabinet de RTVE, el qual ha fet possible el retorn del país al festival.
- Eslovàquia va deixar de participar l'any 2012 al festival dels adults però va voler tornar al món eurovisiu fent el seu debut a la versió infantil.[62] Però el dia 10 de juny la cadena RTVS va dir que no faria el seu debut.

- Es desconeix si el canal infantil albanès RTSH Fëmijë retransmetrà el festival per Albània.
- Aquest any, la SBS va realitzar per primera vegada una final nacional per escollir el seu representant australià per a Tel-Aviv 2019 (Kate Miller-Heidke - Zero Gravity). Es desconeix de moment si ABC ME farà exactament el mateix per al Festival Júnior a Gliwice.
- La guanyadora de l'última edició de The Voice Kids França ha dit que li agradaria representar el seu país al festival (l'any passat, va ser escollida la guanyadora de l'última edició del programa, Angélina Nava).
- És la tercera vegada que Israel es retira després de participar en l'edició anterior. En canvi, per a l'Azerbaidjan, és la segona.